# Ottawa SkyHawks
Gli Ottawa SkyHawks sono stati una società di pallacanestro canadese con sede a Ottawa, nell'Ontario.
Nacquero nel 2012 e disputarono unicamente la stagione 2013-14 della NBL Canada.

## Stagioni
| Stagione | Lega       | Denominazione   | V  | P  | %    | Piazzamento | Play-off    |
| -------- | ---------- | --------------- | -- | -- | ---- | ----------- | ----------- |
| 2013-14  | NBL Canada | Ottawa SkyHawks | 21 | 19 | 52,5 | 4º          | Primo turno |